# Элизайан (город, Миннесота)
Элизайан (англ. Elysian) — город  в округах Ле-Сур,Уосика, штат Миннесота, США. На площади 2,3 км² (2,3 км² — суша, водоёмов нет), согласно переписи 2002 года, проживают 486 человек. Плотность населения составляет 212,9 чел./км².
- Телефонный код города — 507
- Почтовый индекс — 56028
- FIPS-код города — 27-19160[1]
- GNIS-идентификатор — 0643325[2]